# Kategorie C (Band)
Kategorie C ist eine deutsche Hooligan-Band aus Bremen, die 1997 gegründet wurde. Ihr Name ist auf die von der „Zentralen Informationsstelle Sporteinsätze“ vorgenommene Kategorisierung von Fußballfans nach ihrer Gewaltbereitschaft zurückzuführen, die mit Kategorie C „gewaltsuchende Fans“ definiert. Die Band agierte und agiert teils mit Namenszusätzen zum Bandnamen, teils aber auch unter anderem Namen (siehe Bandgeschichte). Die Band selbst bezeichnet sich als unpolitisch, jedoch bestehen Verbindungen in die rechtsextremistische Szene, und einige Liedtexte beinhalten eindeutig rassistische Texte.

## Bandgeschichte
Die Gründung von Kategorie C erfolgte nach Angaben der Band ursprünglich als musikalisches Hobbyprojekt anlässlich der in Frankreich stattfindenden Fußball-Weltmeisterschaft 1998. Gründungsmitglied Hannes Ostendorf und der später hinzugekommene Schlagzeuger „Illey“ sind Mitglieder der rechtsextremen Hooligan-Gruppe Standarte Bremen. Mit Liedern wie Fußballfest ’98, einem Cover des Böhse-Onkelz-Titels Frankreich 84, Dritte Halbzeit oder Bengalische Lichter erlangte die Band in der Hooliganszene, aber auch außerhalb dieser, eine gewisse Bekanntheit. Die Texte handeln meist von Fußball und Fangewalt, insbesondere der so genannten „Dritten Halbzeit“, Alkoholexzessen, Männerfreundschaften und Schlägereien. Ab 2001 veröffentlichte die Band ihre CDs unter dem Namen KC – Die Band, da sich nicht alle Bandmitglieder der Kategorie C zuordnen ließen.
Streitigkeiten innerhalb der Band führten zur Spaltung von KC – Die Band. Rainer Friedrichs gründete zusammen mit anderen Musikern die Band VollKontaCt, während Sänger Ostendorf unter dem Namen Kategorie C – Hungrige Wölfe mit Unterstützung einer anderen Gruppe ebenfalls weiter Musik machte. Der Zusatztitel Hungrige Wölfe ist einem Albumtitel von KC entlehnt. Auf der offiziellen Homepage bezeichnete sich die Band als Kategorie C – Hungrige Wölfe, auf Konzertankündigungen hingegen wird auch mit Hungrige Wölfe geworben. Nach Bandangaben haben Friedrichs und Ostendorf unter dem Namen Hungrige Wölfe am 3. Januar 2008 ihr neues Album Für immer KC veröffentlicht. Die Band VollkontaCt hat sich dagegen aufgelöst. Seit Ende 2007 sind „Macke“ und Stefan Ernie Behrens neuer Schlagzeuger bzw. Bassist. Ende 2011 ist die Band unter dem Namen H.E.R.M. auf einer „Balladenkneipentour“ im norddeutschen Raum unterwegs.

## Rechtsextremismus und Hooliganismus

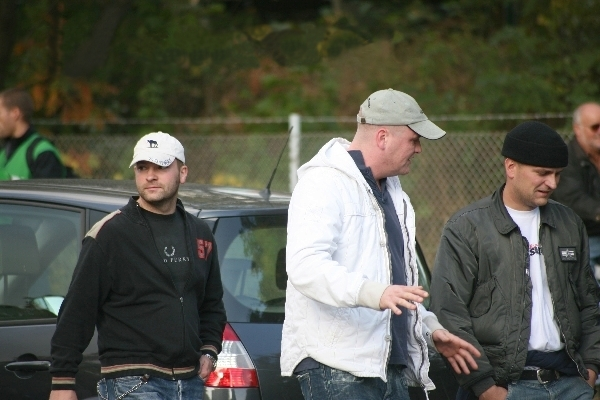
Ostendorf (Bildmitte) bei einer Solidaritätsdemo für den Landser-Sänger Michael Regener (alias Lunikoff) am 21. Oktober 2006 in Berlin.

Die Band wurde 2010 im Verfassungsschutzbericht des Landesamts für Verfassungsschutz Bremen unter der Rubrik „sonstige gewaltbereite Rechtsextremisten“ aufgeführt. Sie wird der rechtsextremistischen Hooligan-Szene zugeordnet und soll Kontakte zur Neonazi-Szene haben. Die Band werde jedoch als „nicht verfassungswidrig“ eingestuft, da nach Angaben des Landesamts für Verfassungsschutz „nicht der Rechtsextremismus […], sondern die Gewaltbereitschaft“ im Vordergrund stehe. Sie sei daher kein „Beobachtungsobjekt“.
Umstrittene, neonazistische Aussagen befinden sich zum Beispiel auf dem Album Fußballfest ’98. Hier heißt es unter anderem: „Hoch auf dem gelben Wagen, sitz ich beim Führer vorn, Vorwärts die Oi traben, lustig schmettert das MG“. Auf dem im Juli 2006 „wegen Verdacht der öffentlichen Aufforderung zu Straftaten sowie Gewaltdarstellungen“ eingezogenen extrem rechten „Fußballsampler“ mit dem Titel Zu Gast bei uns war die Band mit dem Stück Deutschland dein Trikot vertreten, in dem es heißt: „Deutschland dein Trikot / Das ist schwarz und weiß / Doch leider auch die Farbe deiner Spieler / In München, Rom und Bern, da gab’s noch echte Deutsche / solche Jungs und diese Siege hätten wir jetzt gerne wieder!“ und „Deutschland ist der Schlachtruf / Für Deutschland stehen wir alle ein / Doch Deutschland ist nicht die BRD / Deutschland ist der Schlachtruf“.
Der Sänger Hannes Ostendorf ist der Bruder des NPD- und Blood-and-Honour-Aktivisten Henrik Ostendorf und war 1991 an einem Brandanschlag auf eine Flüchtlingsunterkunft in Bremen beteiligt. Mitglieder von KC spielten vorher unter anderem bei den Rechtsrock-Bands Nahkampf und Boots Brothers. 1999 beteiligten sich Kategorie C mit einem Lied an dem Sampler Die Deutschen kommen II, auf dem unter anderem auch die Rechtsrock-Bands Landser, Stahlgewitter, Kraftschlag und HKL vertreten sind. Am 31. März 2001 trat die Band auf einer Party zum 20-jährigen Bestehen der Dortmunder Neonazi-Hooligantruppe Borussenfront um Siegfried Borchardt auf. Im Oktober 2006 trat Ostendorf unter anderem mit Annett Müller, Michael Müller und Agitator auf der von Eckart Bräuniger (NPD) angemeldeten Solidaritäts-Demo mit Konzert für den inhaftierten Landser-Sänger Michael „Lunikoff“ Regener vor dem Gefängnis in Berlin-Tegel auf. Die Band sieht sich dagegen als unpolitische „Fußball-Rockgruppe“; laut eigener Aussage richte sich ihre Musik an „erlebnisorientierte Menschen“. Dies mache sie im Refrain des Liedes „Ha Ho He“ mit der Zeile „Fußball ist Fußball und Politik bleibt Politik“ deutlich. Auf ihrer Internetseite teilte die Band 2008 mit: „Ja, auch wir haben eine Vergangenheit, die wir nicht leugnen. Aber die Bands in denen wir gespielt haben gibt es nicht mehr und wird es auch nicht mehr geben. […] Unsere Konzerte sind keinesfalls Sammelpunkte von sogenannten hirnlosen rechten Schlägern. […] Wir dulden keine politischen oder volksverhetzenden Abzeichen oder Aufdrucke oder sonst irgendeine politische Propaganda auf unseren Konzerten. Leute, die rechte oder linke Parolen schreien, werden des Konzertes verwiesen.“
2009 wurden drei Konzerte der Band verboten. Dabei wurden jeweils Verfügungen zur Abwehr einer Gefahr für die öffentliche Sicherheit und Ordnung erlassen. Im November des gleichen Jahres plante die Bekleidungsmarke Erik and Sons ein Konzert mit Kategorie C auf der Trabrennbahn Karlshorst in Berlin; als der Auftritt bekannt wurde, kündigte der Vermieter den Vertrag. Für ein kurzfristig angemietetes Ersatzgelände erteilte das zuständige Bezirksamt keine Genehmigung. Die Band konnte im Juni 2011 auf einem Vereinsareal im Bremer Westen auftreten und „so das erste Rechtsrock-Konzert auf stadtbremischen Gebiet seit Jahren geben“. Im November 2011 wurde vom Stadtamt Bremen in einer Allgemeinverfügung ein Konzert der Band untersagt. Der Senat der Freien Hansestadt Bremen verwies „auf zahlreiche Erkenntnisse des Landesamtes für Verfassungsschutz.“ Danach würde „von der Band die Gewalt zwischen Fans und der Polizei verherrlicht sowie Fremdenfeindlichkeit“ propagiert. Der Auftritt diene der „Verbreitung von rassistischem und nationalsozialistischem Gedankengut und dessen Verfestigung und Stabilisierung.“ Die Musik der Band sei zudem geeignet, „insbesondere auch durch Ausdruck aggressiven, martialischen und militanten Verhaltens und Ausländerfeindlichkeit, Teile der Bevölkerung massiv einzuschüchtern und das friedliche Zusammenleben der Bevölkerung erheblich zu beeinträchtigen.“ Das Oberverwaltungsgericht Bremen bestätigte das Verbot insbesondere aufgrund der Gefahr, dass bei dem Konzert Strafvorschriften insbesondere von Konzertbesuchern wie das Zeigen des Hitlergrußes verletzt werden können. Diese Verstöße seien in der jüngsten Vergangenheit durch Videoaufnahmen belegt. Ebenso sei das „hochkonspirative Vorgehen“ der Konzertveranstalter in der Szene üblich, um der Veranstaltung jegliche Kontrolle zu entziehen.
Im Januar 2012 gab die Band im Rahmen ihrer „Balladenkneipentour“ unter dem Namen H.E.R.M. in einer Gaststätte in Delmenhorst ein Konzert, bei dem „Rocker und Neonazis […] zusammengekommen sein [sollen]“ und bei dem ein Passant vor der Gaststätte von Konzertbesuchern angegriffen und verletzt wurde. Im Februar 2012 warnten das Bremer Innenressort und die Bremer Polizei Sportvereine und Gaststätten davor, dass Kategorie C – Hungrige Wölfe oder eben H.E.R.M. versuchen könne, in Sporthallen oder Vereinsgaststätten aufzutreten. Am 23. Dezember 2012 trat Kategorie C vor ca. 150 Zuschauern in einer Diskothek in Elmshorn auf, deren Betreiber angab, dass er den politischen Hintergrund der Gruppe nicht kannte.
Am 26. Oktober 2014 spielte die Band auf der Auftaktkundgebung einer ausländerfeindlichen Großdemonstration von Hooligans, die unter dem vorgeblichen Motto Hooligans gegen Salafismus in Köln stattfand. Unter den 4500 Teilnehmern der Demonstration, bei der es zu schweren Ausschreitungen kam und dutzende Polizisten verletzt wurden, befanden sich zahlreiche Rechtsextreme und Neonazis. Kategorie C hetzte zu Beginn gegen Salafisten, Polizei und Gegendemonstranten und kreierte mit Hooligans gegen Salafisten, sonst wird Deutschland ein Massengrab ihre eigene Hymne.
Am 5. Dezember 2015 trat die Band gemeinsam mit der rechtsextremen Szeneband "Faust" und dem neonazistischen Rapper MaKss Damage auf einem eigenen Konzert auf.

## Diskografie

### AlsKategorie C
- 1998: Fußballfest ’98 (CD) - Indiziert[20]
- 1999: Sport-Frei! (CD)

### AlsKC – Die Band
- 2001: Hungrige Wölfe (CD/LP)
- 2002: Komme mit uns (CD)
- 2002: G-Sport (CD-EP)
- 2004: Der 6. Streich (CD)

### AlsKategorie C – Hungrige Wölfe
- 2006: Live in Deutschland (Live-CD)
- 2006: Wir sind in Form (CD)
- 2007: Sport Frei 98 (CD, Re-Release der CDs Fußballfest ’98 und Sport-Frei!)
- 2008: Für immer KC (CD)
- 2008: Der Berg ruft (MCD)
- 2008: Live im Ruhrpott (DVD)
- 2009: Auf Wiedersehen (MCD)
- 2009: Hungrig Bissig Wild (CD)
- 2010: Alte Schule (CD, Neuauflage der CD Sport Frei 98)
- 2010: Vollkontakt (CD)
- 2011: Deutsche Jungs (CD)
- 2012: Feinde fürs Leben (CD)
- 2012: Kneipentour (Live-CD)
- 2013: Einer für alle (CD)
- 2014: Auf großer Fahrt (CD)
- 2015: Falsch gelebt (CD)
- 2016: Pure EMotion (MCD)
- 2017: Gott mit uns (CD)
- 2019: Chemnitz ist überall! (Split-CD)
- 2019: Deutsche Jungs Balladentour (Live-CD)
- 2020: Tradition verpflichtet (CD)
- 2022: Ruf der Götter (CD)
- 2022: Gewaltige Lieder (CD)
- 2024: Ruf der Götter 2 (CD)

### Samplerbeiträge
Hannes Ostendorf, Sänger der Band Kategorie C, war auf mehreren Samplern vertreten, zum Beispiel 1999 auf dem Sampler Die Deutschen kommen II und auf dem 2004 erschienenen Sampler Kategorie A, B & C. Auf Letzterem unter dem Pseudonym Fußballrocker RMC.
Kategorie C – Hungrige Wölfe beteiligten sich 2006 an dem Fußballsampler Zu Gast bei UNS, auf dem einige rechtsextreme Bands und Liedermacher vertreten sind, mit dem Lied Deutschland dein Trikot. Hieran waren jedoch außer Sänger Ostendorf keine anderen Bandmitglieder beteiligt.